# عادله خانم جاف

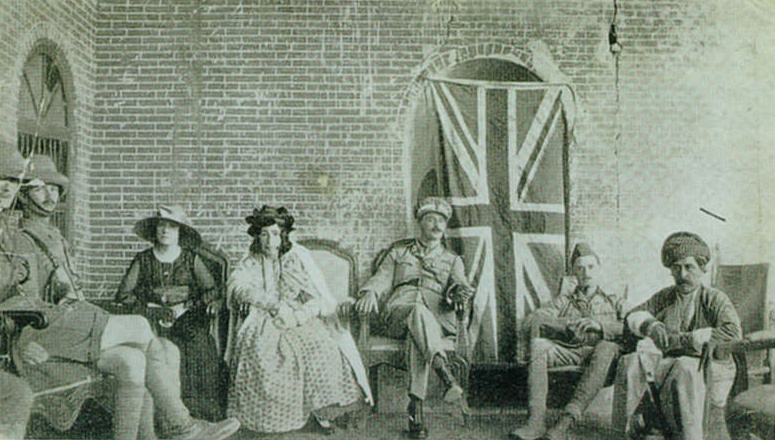
تصویر عادله خانم در ملاقات با میجرسون در سال ۱۹۱۹

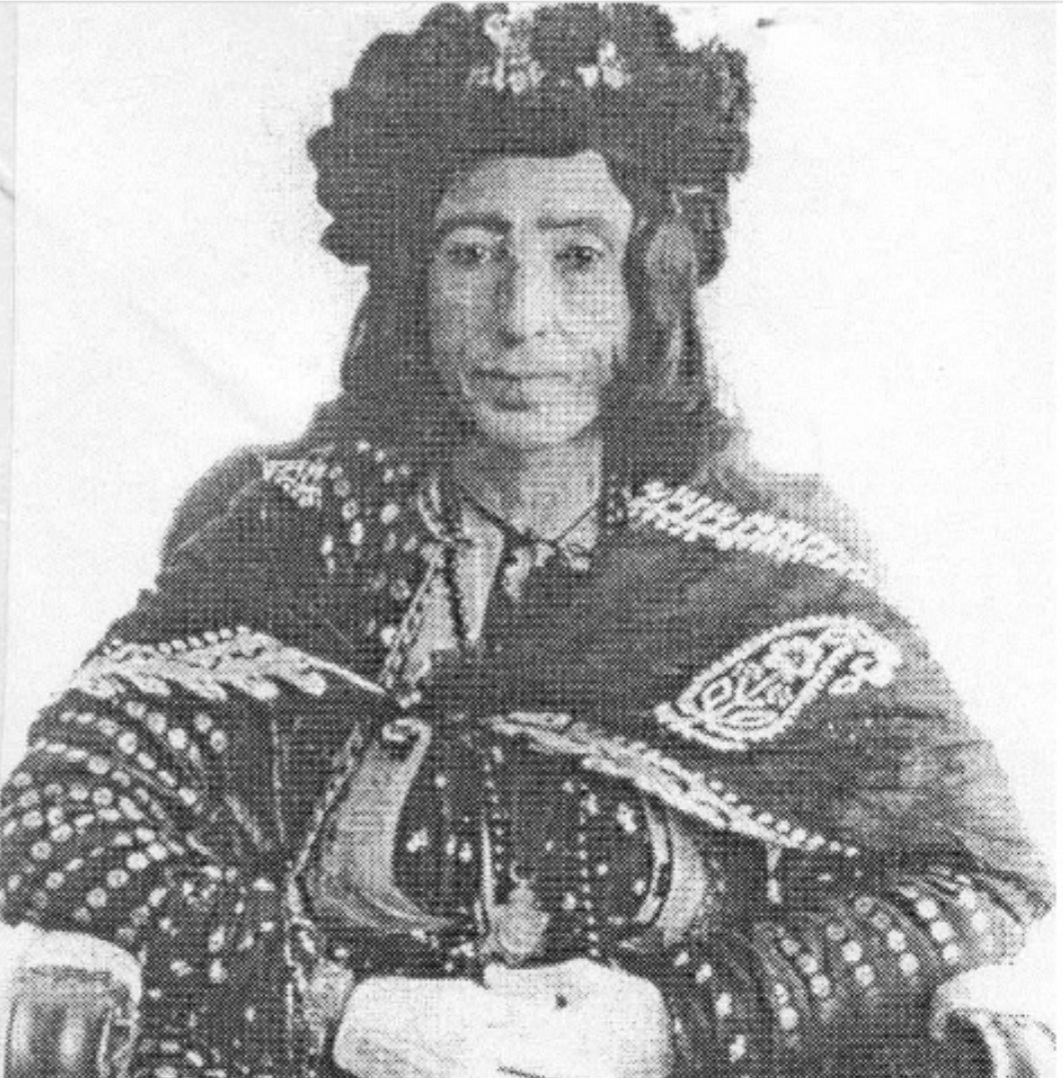
عادله خانم جاف با گلونی

بانو آدلا جاف یا آدل خانم که انگلیسی ها آن را شاهزاده شجاعان می نامیدند، فرمانروای کرد از قبیله جاف و یکی از اولین رهبران زن مشهور در تاریخ کردستان بود. ایل جاف بزرگترین ایل کردستان و بومی منطقه زاگرس است که بین ایران و عراق تقسیم شده است. عادله خانم از خانواده اشرافی صاحبقران بود که با سران قبایل جاف ازدواج کرد. بانو آدلا نفوذ زیادی در امور قبیله جاف در دشت شارزور داشت. بریتانیایی ها به دلیل احیای تجارت و قانون در منطقه به او لقب «بانو» دادند و موفق شدند جان صدها سرباز انگلیسی را نجات دهند.

## زندگینامه
او در سال 1847 در خانواده حاکم در سنندج، دومین شهر بزرگ کردستان ایران به دنیا آمد. او با پادشاه کرد عثمان پاشا جاف که مقرش در حلبچه بود ازدواج کرد. شوهرش عثمان پاشا جاف پاشا بود و در غیاب شوهرش به جای او حکومت می کرد. پدرش وزیر بزرگ ایران و عموهایش وزیران بزرگ امپراتوری عثمانی و عربستان سعودی بودند. آدلا جاف یکی از معدود حاکمانی بود که در منطقه زن بودند. انگلیسی ها در طول جنگ جهانی اول به عراق عثمانی آلمان حمله کردند و با معاهده مودروس در سال 1917 آن را فتح کردند. آنها می خواستند با تشکیل کمیسیون موصل در سال 1918 به کردها خودمختاری بدهند. آنها به محمود برزنجی قدرت دادند، اما او قیام کرد و لشکرکشی به راه انداخت. برای کشتن تمام افسران سیاسی بریتانیایی که به هر قبیله در سال 1919 منصوب شده بودند. او حتی توسط بریتانیایی ها به دلیل اعمال رحمتش نسبت به اسیران انگلیسی، که بخشی از تهاجم بین النهرین در طول جنگ جهانی اول بودند، مورد احترام بود. افسران در خانه های او پناهنده می شوند. این زمانی بود که عادله خانم از انگلیسی ها دفاع کرد، حمایت کرد، تغذیه کرد و به آنها پناه داد. سپس آنها در نهایت توسط سرگرد فریزر، که او را شاهزاده خانم شجاع می نامید، به او لقب خان بهادر دادند و او بسیار فراتر از مرگ با انگلیسی ها سلطنت کرد. عثمان پاشا جاف در سال 1909م.
گویش جاف (به نام جافی) بخشی از سورانی، شاخه ای از جنوب-جنوب شرقی خانواده زبان کردی است. منطقه محل سکونت این طایفه در جنوب غربی سنندج تا جوانرود و همچنین مناطق اطراف شهر سلیمانیه در جنوب کردستان است. جاف ها که زمانی کوچ نشین بودند، اخیراً در یک شیوه زندگی عمدتاً کشاورزی ساکن شده اند و اغلب به عنوان تحصیل کرده ترین و روشنفکرترین قبیله کردها شناخته می شوند.

## نوشته هایی در مورد او
گرترود بل، سیاستمدار و نویسنده بریتانیایی، آدل خانم را در نامه ای در سال 1921 این گونه توصیف می کند: «ویژگی حلبچه، عدله خانم، بانوی بزرگ جاف بیگ زاده، مادر احمد بیگ است، او بیوه پادشاه کرد عثمان پاشا جاف است. ، گاه مرده است و تا آنجا که می تواند بر جاف حکومت می کند و بیشتر از آنچه فکر می کنید هرکسی می تواند دسیسه کند و به طور کلی همانطور رفتار می کند که خانم های بزرگ کرد رفتار می کنند. که ما باید پرنده‌ای باشیم، و من بعد از ناهار عجله کردم که او را صدا کنم. او با لباس‌های زیبای کردی‌اش با حلقه‌های سیاه جت (رنگ شده، می‌گیرم) که از زیر روسری بزرگش روی گونه‌های رنگ‌شده‌اش افتاده است. ما به زبان فارسی ادامه دادیم، یک سخنرانی بسیار تحسین‌برانگیز که طی آن من توانستم به آنها بگویم که عراق در زمان فیصل چقدر خوب عمل می‌کند و به آنها اطمینان دهم که تمام آرزوی ما این بود که دو فرزندمان، عراق و کردستان، زنده بمانند. در صلح و دوستی با یکدیگر». ولادیمیر مینورسکی از ملاقات خود با لیدی آدل در منطقه حلبچه در سال 1913 خبر داده است.
سرگرد سوان در کتاب خود به بین النهرین و کردستان در لباس مبدل درباره او می نویسد: «زنی منحصر به فرد در اسلام، در قدرتی که دارد و کارآیی که با آن از سلاح های در دستانش استفاده می کند... در گوشه ای دورافتاده از امپراتوری ترک که رو به زوال و واپس‌رفته است، نقطه کوچکی است که تحت فرمانروایی یک زن کرد از دهکده‌ای به شهر تبدیل شده است، و یک دامنه تپه‌ای که زمانی بایر بوده و اکنون پر از باغ است. اقدامی برای نوسازی وضعیت باستانی این بخش‌ها».